# Roswitha Bitterlich
Roswitha Bitterlich (anche Bitterlich-Brink, in seguito Wingen-Bitterlich; Bregenz, 24 aprile 1920 – Porto Alegre, 10 dicembre 2015) è stata una pittrice, grafica e poetessa austriaca.

## Biografia
Roswitha Bitterlich nacque a Bregenz il 24 aprile 1920, prima dei tre figli di Gabriele Bitterlich, la futura fondatrice dell'Opus Sanctorum Angelorum. I suoi fratelli erano il sacerdote Hansjörg Bitterlich e il fisico Wolfram Bitterlich.
Nel 1921 si trasferì con i genitori prima a Schluckenau in Boemia e, sette anni dopo, nel 1928, a Innsbruck, dove completò la scuola media inferiore e la scuola femminile delle Orsoline locali.
Nel 1945, Bitterlich sposò Michael Brink, un pubblicista cattolico e combattente della resistenza contro il nazionalsocialismo. La loro figlia Mechthild Maria nacque nel 1946. Brink morì l'anno successivo per gli effetti tardivi della sua prigionia in un campo di concentramento.
Roswitha Bitterlich emigrò in Brasile con il secondo marito Hubert Wingen e la figlia, dove visse fino alla morte, avvenuta il 10 dicembre 2015.

## Sviluppo artistico
Roswitha Bitterlich, che disegnava fin dalla prima infanzia, fu scoperta come "bambina prodigio" nel 1933 quando un libro di acquerelli, realizzato in realtà come regalo di Natale per il fratello, fu pubblicato da una casa editrice berlinese. La sua prima mostra fu inaugurata a Vienna nel 1935 dall'allora cancelliere federale Kurt Schuschnigg. Altre mostre si tennero a Praga nel 1936; ad Amsterdam, Rotterdam e Copenaghen nel 1937; a Londra, Zurigo e L'Aia nel 1938; e a Monaco di Baviera e Stoccarda nel 1939. Seguì una mostra a New York nel 1951.
Bitterlich si recò a Roma per alcuni mesi per studiare lo sgraffito e l'affresco. Studiò poi a Stoccarda e, fino al 1943, all'Accademia di Belle Arti di Berlino. Durante la permanenza in tale città, conobbe il futuro marito Michael Brink.
In seguito, rinunciò ad ulteriori esposizioni e si concentrò su motivi religiosi. In particolare, il cosmo degli angeli di sua madre divenne il tema centrale del suo lavoro, di cui divenne una sorta di illustratrice ufficiale; ad esempio, diversi affreschi di Roswitha Bitterlich con questo tema si trovano nel castello di St. Petersberg in Tirolo.  In Brasile, inizialmente lavorò come illustratrice di libri, ma divenne attiva anche nel campo degli angeli. Roswitha Bitterlich progettò numerosi edifici sacri in Brasile, Portogallo e Austria.
Erich Zeisl ha composto una sinfonia minore basata sulle immagini di Roswitha Bitterlich con i movimenti: Der Wahnsinnige, Arme Seelen, Der Leichenschmaus, Die Vertreibung der Heiligen.

## Opere in pubblicazione
- Licht im Schnee: Ein Weihnachtsgang. Tyrolia Verlag, Innsbruck / Wien / München 1935, DNB 572417519
- Kindergedichte, mit Zeichnungen von ihr selbst. Selbstverlag, Innsbruck 1935, DNB 572417497. 2., vermehrte Auflage: Dr. Hanns Bitterlich, Innsbruck 1935, DNB 572417500
- Schwarz-Weiß-Kunst. Rauch, Innsbruck / Leipzig [1936], DNB 579208249
- Katalog Roswitha Bitterlich Hanns Maria Bitterlich, Innsbruck 1937
- Roswitha Bitterlich: Eine kleine Auswahl ihrer Gemälde, Band I. L. Berchtenbreiter, Rosenheim [1938], DNB 579208222
- Eulenspiegel: Abwandlungen eines alten Themas. J.G.Cotta’sche Buchhandlung, Stuttgart 1941, DNB 579208222  (con poesie di Hans Leip)
  - Eulenspiegel: Elf Radierungen (1941). Autonomie und Chaos, Berlin 2013, ISBN 978-3-923211-20-3 PDF (2., veränderte Auflage; ohne die Beiträge von Hans Leip.)
- Mit Roswitha ins Märchenland. L. Berchtenbreiter, Rosenheim, [1935], DNB 572417527
- Spielt auf dem Dach ein Wichtelmann: Zehn lustige Kinderlieder. L. Berchtenbreiter, Rosenheim, 1937, DNB 579173305 (testo della canzone di Maria Berchtenbreiter, musicato da Leonore Pfund)
- Maria Berg (Text), Roswitha Bitterlich (Illust.): Hallelui-ja Hallelui-nein! Das Himmelsmärchen von dem unartigen Engelein. L. Berchtenbreiter, Rosenheim [1935], DNB 579174670
- Peter Kölln (Hrsg.): Mit Roswitha ins Märchen-Land. Firma Köllnflocken, Elmshorn 1935 (Bilderbuch mit farbigen Einklebebildern nach Originalen R.B.s)
- Sie fiedeln, blasen voller Lust! Zehn lustige Kinderlieder mit Bildern der jugendlichen Künstlerin Roswitha Bitterlich. Liedertexte: Maria Berchtenbreiter, Vertonung: Leonore Pfund. L. Berchtenbreiter, Rosenheim 1937, DNB 572235151
- Maria Schmidtmayr, Roswitha Brink-Bitterlich: Es wird heilige Kinder geben: Von braven und heiligen Kindern unserer Zeit. Tyrolia, Innsbruck / Wien / München 1932, DNB 575459581
- Beate Bitterlich (Text), Roswitha Bitterlich (Illustr.): Zwergenwelt für Enkelkinder. Ed. Tirol, Reith im Alpbachtal 2001, ISBN 3-85361-070-6.